# Morze Dumont d’Urville’a
Morze Dumont d’Urville’a (do 2006 roku Morze d’Urville’a) – morze będące częścią Oceanu Południowego, leżące na południe od Tasmanii.

## Opis
Morze jest częścią Oceanu Południowego i leży wzdłuż Wybrzeża Adeli. Akwen został nazwany przez australijskiego badacza Antarktydy Douglasa Mawsona (1882–1958) na cześć Jules’a Dumont d’Urville’a (1790–1842) – oficera marynarki francuskiej, podróżnika i odkrywcy, pierwszego badacza tej części oceanu w 1840 roku. 